# Marsel İlhan
Marsel İlhan (Samarkand, 11 juni 1987) is een Turkse tennisser. Anno 2011 is hij de hoogst geklasseerde Turkse tennisser op de ATP Rankings.
İlhan werd geboren in Oezbekistan maar verhuisde in 2004  naar Turkije.

## Carrière
In Istanbul speelde hij mee met Taçspor. Toen werd hij gesponsord door Kia Motors. Na een aantal jaren maakte hij kennis met zijn huidige coach Can Üner, een voormalig Turkse tennisser. In 2007 zette İlhan een grote stap vooruit op de ATP-ranglijst; van plaats 1320 naar de 320e plaats.
Momenteel wordt hij gesponsord door Adidas en Turkcell.

### 2007-2008
Gedurende 2007 en 2008 won İlhan verschillende Futures toernooien. In juli 2008 won hij zijn eerste beker op challengerniveau (Israel Open) van zijn tenniscarrière. In de finale versloeg hij de Slowaak Ivo Klec met 6-4 en 6-4.

### 2009
İlhan was in 2009 vooral actief op het challengerniveau, waar hij eenmaal de finale wist te bereiken. Tijdens US Open 2009 kwalificeerde hij voor het eerst voor het hoofdtoernooi van een Grand Slam. Hiermee was İlhan de eerste Turk in de historie die deze succes had veroverd. In de eerste ronde versloeg hij de Belg Christophe Rochus in vijf sets met 3-6, 6-3, 3-6, 7-5, 7-5. In de tweede ronde nam hij het op tegen de Amerikaan John Isner van wie hij verloor met 6-3, 6-4, 7-6.

### 2010
In 2010 deed İlhan zijn opwachting in verschillende Grand Slam toernooien, waar hij zich via het kwalificatietoernooi voor het hoofdtoernooi plaatste. Tijdens Australian Open 2010 versloeg hij achtereenvolgens Peter Polansky (6-1, 6-2) en Alex Bogdanovic (6-4, 6-4). In de derde ronde verloor hij van de Duitser Dieter Kindlmann met 5-7, 6-1 en 9-11. Ondanks deze nederlaag mocht İlhan toetreden aan het hoofdtoernooi als een "lucky loser", omdat Fransman Gilles Simon aan een blessure leed. In de eerste ronde versloeg hij de toenmalige nr. 4 van de ATP-ranglijst Sébastien Grosjean met 3-0 (6-4, 6-3, 7-5). In de tweede ronde verloor hij van nr. 11 Chileen Fernando González in drie sets: 3-6, 4-6, 5-7.
İlhan kon zich niet plaatsen voor het hoofdtoernooi van Roland Garros. De Italiaan Simone Bolelli was met 2-1 (5-7, 7-5 en 6-3) te sterk voor İlhan in de kwalificatieronde.
Zijn derde Grand Slam was Wimbledon. Hier leverde İlhan een goede prestatie. Hij overleefde de kwalificatierondes door in totaal maar één set te verliezen. In de eerste ronde van het hoofdtoernooi moest hij het opnemen tegen Marcos Daniel. İlhan kwam van een 0-2-achterstand heel goed overeind en won de wedstrijd uiteindelijk met 3-2 (6-7, 4-6, 6-2, 6-3, 6-1). In de tweede ronde was de Roemeen Victor Hănescu met 3-1 (4-6, 4-6, 6-3, 3-6) te sterk.
Op 20 september 2010 won İlhan zijn tweede toernooi op challengerniveau. In Banja Luka Challenger versloeg İlhan in de finale de Spanjaard Pere Riba met 2-0 (6-0, 7,6).
Een week later bereikte hij weer een challenger finale. Dit keer tijdens de Izmir Cup Challenger. In de finale won de Indiase Somdev Devvarman met 2-0 (6-4, 6-3).

### 2011
Het jaar 2011 startte niet gunstig voor İlhan. Tijdens zijn eerste Grand Slam Australian Open 2011 verloor hij in de eerste ronde van de nr. 10 van ATP-ranglijst Michail Joezjny in drie sets: 6-2, 6-3 en 7-6.

## Achtergrond
İlhan heeft een sterke backhand en service. Hij kan zijn tegenstander met zijn backhands op het valse spoor brengen.

### Trainers
Momenteel wordt hij gecoacht door de Turk Can Üner.

## Palmares
| Legenda                       | Legenda               |
| ----------------------------- | --------------------- |
| Grand Slam                    |                       |
| Olympische Spelen             |                       |
| tot 2009                      | vanaf 2009            |
| Tennis Masters Cup            | ATP Finals            |
| ATP Masters Series            | ATP Tour Masters 1000 |
| ATP International Series Gold | ATP Tour 500          |
| ATP International Series      | ATP Tour 250          |

### Enkelspel
| Nr.                  | Datum             | Toernooi    | Ondergrond | Tegenstander in finale | Score     |
| -------------------- | ----------------- | ----------- | ---------- | ---------------------- | --------- |
| Gewonnen challengers |                   |             |            |                        |           |
| 1.                   | 13 juli 2008      | Israel Open | Hardcourt  | Ivo Klec               | 6-4, 6-4  |
| 2.                   | 20 september 2010 | Banja Luka  | Gravel     | Pere Riba              | 6-0, 7-64 |

## Prestatietabel enkelspel
| Legenda | Legenda                          |
| ------- | -------------------------------- |
| g.t.    | geen toernooi gehouden           |
| l.c.    | lagere categorie                 |
| –       | niet deelgenomen                 |
| G       | uitgeschakeld in de groepsfase   |
| 1R      | uitgeschakeld in de eerste ronde |
| 2R      | uitgeschakeld in de tweede ronde |
| 3R      | uitgeschakeld in de derde ronde  |
| 4R      | uitgeschakeld in de vierde ronde |
| KF      | uitgeschakeld in de kwartfinale  |
| HF      | uitgeschakeld in de halve finale |
| F       | de finale verloren               |
| W       | het toernooi gewonnen            |
| w-v     | winst/verlies-balans             |

| Toernooien              | 2009          | 2010          | 2011          | 2014          | 2015          | 2016 | Carrière winst-verlies |
| ----------------------- | ------------- | ------------- | ------------- | ------------- | ------------- | ---- | ---------------------- |
| Grandslamtoernooien     |               |               |               |               |               |      |                        |
| Australian Open         | –             | 2R            | 1R            | –             | 1R            | –    | 1-3                    |
| Roland Garros           | –             | –             | 2R            | –             | 1R            | 1R   | 1-3                    |
| Wimbledon               | –             | 2R            | –             | 1R            | 2R            |      | 2-3                    |
| US Open                 | 2R            | –             | 2R            | –             | 2R            |      | 3-3                    |
| Grandslam winst-verlies | 1-1           | 2-2           | 2-3           | 0-1           | 2-4           | 0-1  | 7-12                   |
| ATP Masters 1000        |               |               |               |               |               |      |                        |
| Indian Wells            | –             | –             | 1R            | –             | –             | –    | 0-1                    |
| Miami                   | –             | 2R            | 2R            | –             | –             | –    | 2-2                    |
| Monte Carlo             | –             | –             | –             | –             | –             | –    | 0-0                    |
| Madrid                  | –             | –             | –             | –             | –             | –    | 0-0                    |
| Rome                    | –             | –             | –             | –             | –             | –    | 0-0                    |
| Montréal/Toronto        | –             | –             | –             | –             | –             |      | 0-0                    |
| Cincinnati              | –             | –             | 1R            | –             | –             |      | 0-1                    |
| Shanghai                | –             | 1R            | 1R            | –             | –             |      | 0-2                    |
| Parijs                  | –             | –             | –             | –             | –             |      | 0-0                    |
| Olympische Spelen       |               |               |               |               |               |      |                        |
| Olympische Spelen       | geen toernooi | geen toernooi | geen toernooi | geen toernooi | geen toernooi |      | 0-0                    |
| Statistieken            |               |               |               |               |               |      |                        |
| Totaal aantal titels    | 0             | 0             | 0             | 0             | 0             | 0    | 0                      |
| Totaal winst-verlies    | 2-3           | 5-10          | 5-13          | 0-5           | 12-14         | 2-4  | 139-179                |
| Eindejaarsranking       | 215           | 155           | 90            | 104           | 114           |      |                        |